# 弗朗西斯·欧内斯特·劳埃德
弗朗西斯·欧内斯特·劳埃德（Merritt Lyndon Fernald，1868年10月4日—1947年10月10日）为美国植物学家。其出生于英国曼彻斯特，毕业于普林斯顿大学。